# Auberive
Auberive és un municipi francès situat al departament de l'Alt Marne i a la regió del Gran Est. L'any 2018 tenia 157 habitants.

## Demografia
El 2007 hi havia 194 habitants en 88 famílies de les quals 28 eren unipersonals. Hi havia 141 habitatges, de les quals 90 eren habitatges principals, 34 segones residències i 18 desocupats.

## Economia
El 2007 la població en edat de treballar era de 120 persones, de les quals 92 eren actives. Hi havia 23 empreses, entre les quals dues d'industrials, tres empreses de construcció, sis de comerç i reparació d'automòbils, tres de transport, dues d'hostatgeria i restauració, una empresa financera, 2 d'empreses immobiliàries. L'any 2000 hi havia 6 explotacions agrícoles que conreaven un total de 759 hectàrees. El 2009 hi havia una escola elemental.